# Rosolozub huspenitý
Rosolozub huspenitý je houba rostoucí přisedle na tlejícím dřevě. Plodnice jsou oválné a světle šedě zbarvené, mívají průměr až 8 cm. Třeň je dlouhý do 5 cm a klobouk výrazně prohnutý, hymenofor je tvořen asi 3 mm dlouhými trny. Dužnina obsahuje chitin. Houba je jedlá, nezvykle rosolovité konzistence, bývá využívána do guláše jako náhrada kližky. Dá se konzumovat i bez tepelné úpravy. Vyskytuje se v celém mírném pásmu severní polokoule, vyhovuje jí vlhké podnebí. Bývá poměrně hojná od září do listopadu v jehličnatých lesích.